# Poltva
La Poltva (en ukrainien et en russe : Полтва ; en polonais : Pełtew) est une rivière d'Ukraine et un affluent du Boug occidental, dans le bassin hydrographique de la Vistule, donc un sous-affluent de la Vistule par le Narew.

## Géographie
La Poltva arrose l'oblast de Lviv dans l'ouest de l'Ukraine. La rivière a une longueur d'environ 70 km. Elle prend sa source à une altitude d'environ 350 m.
La Poltva traverse les villes de Lviv et Bousk.